# Andrzej Skowroński (inżynier)
Andrzej Skowroński (ur. 16 lipca 1955 w Ziębicach) – polski inżynier, działacz samorządowy i sportowy, były wiceminister środowiska.

## Życiorys
Ukończył studia na Wydziale Górniczym Politechniki Wrocławskiej, a następnie studia podyplomowe w zakresie zarządzania finansami na Akademii Ekonomicznej w Katowicach.
Pracował m.in. w Kopalni Węgla Kamiennego Katowice. W latach 1998–2002 był radnym sejmiku województwa śląskiego I kadencji. Do 2005 należał do Unii Wolności, wchodził w skład zarządu krajowego tej partii, był ostatnim przewodniczącym UW w regionie śląskim. Od 21 lutego do 9 listopada 2005 zajmował stanowisko podsekretarza stanu w Ministerstwie Środowiska, sprawując jednocześnie urząd głównego geologa kraju. W 2007 został prezesem zarządu Przedsiębiorstwa Energetyki Cieplnej Sp. z o.o. w Tychach.
Był prezesem klubu hokejowego GKS Tychy oraz członkiem zarządu Polskiego Związku Hokeja na Lodzie.